# Johanna Manz
Johanna Manz (* 15. April 1988 in Mainz) ist eine deutsche Becken- und Langstreckenschwimmerin.
Die Studentin wohnt derzeit in Mainz, trainiert gemeinsam mit Angela Maurer bei der dortigen SG EWR Rheinhessen-Mainz sowie Nikolai Evseev und ist in der Nachwuchsförderung als Trainerin aktiv.

## Erfolge
- Sechste der Jugend-Europameisterschaften 2004 über 400 Meter Freistil
- Jugend-Europameisterin 2005 über 5 km Freiwasser
- Deutsche Meisterin über 400, 800 und 1500 Meter Freistil auf der Kurzbahn
- Deutsche Meisterin 2006 über 1500 Meter Freistil, Zweite über 5 km Freiwasser
- Teilnahme an den Weltmeisterschaften 2005 (Rang 19 über 5 km) und an den Europameisterschaften 2006 (Rang 14 über 5 km)